# ファンタグラフィックス

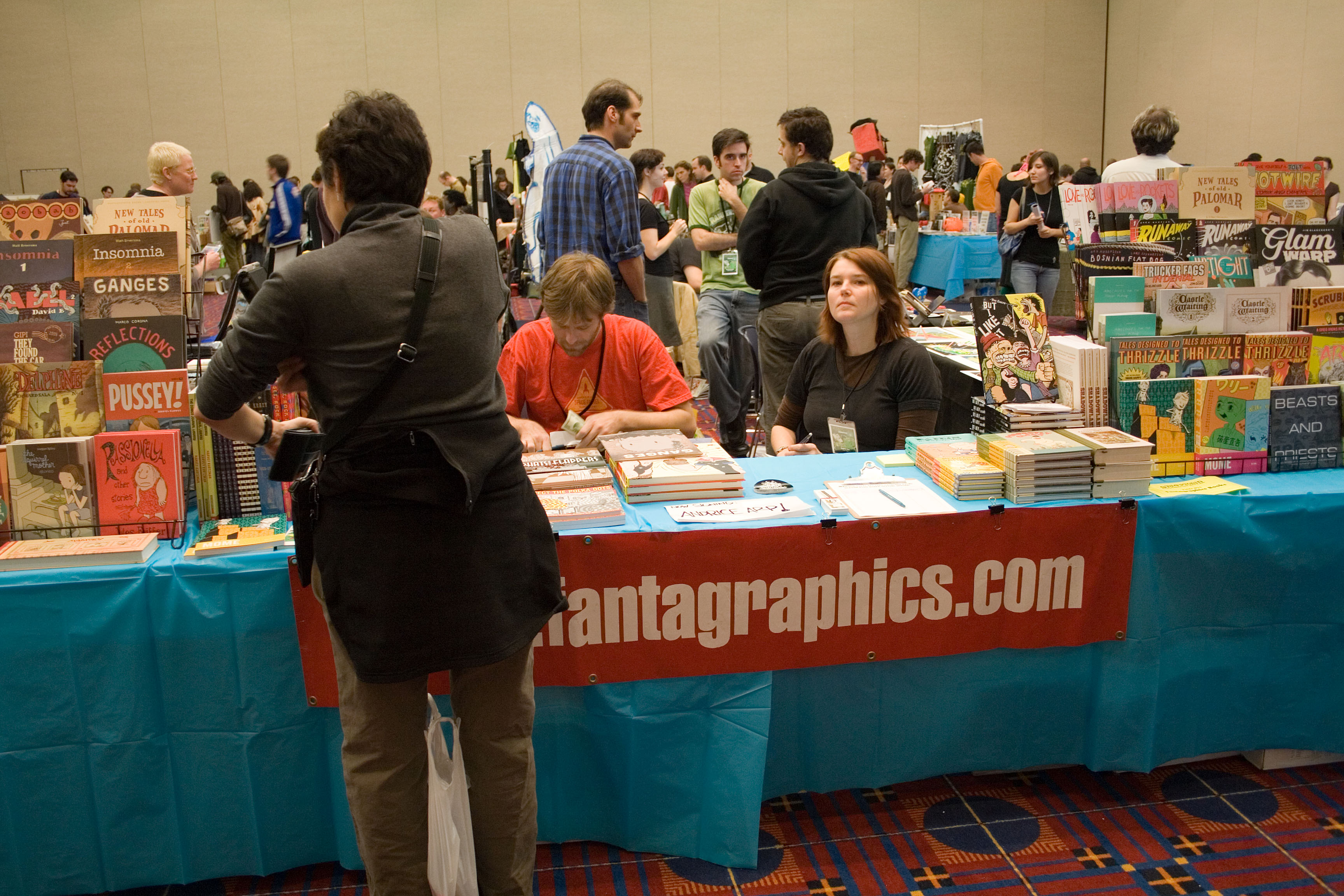
2006年のスタンプタウン・コミックスフェスティバルにおける、ファンタグラフィックスのブース

ファンタグラフィックス （Fantagraphics Books）は、 アメリカ合衆国の出版社。主にオルタナティヴ・コミックや古いコミック・ストリップ集、 雑誌、グラフィック・ノベル、そして成人向け漫画であるEros Comixシリーズなどを展開している。
現在社屋はワシントン州シアトル近郊の メイプルリーフにある。

## 歴史

### 設立
1976年、ゲイリー・グロスとマイク・カトロンによって、ファンタグラフィックスはメリーランド州カレッジパークに設立された。
できたばかりだったこの会社の最初の仕事は、他社から出版されていた広告付きミニ雑誌The Nostalgia Journalを引き継ぐことであり、すぐさま会社はこの雑誌の名前をThe Comics Journal.に改名した。
かつてファンタグラフィックスに勤務していた、漫画専門のジャーナリストであるマイケル・ディーンは「ファンタグラフィックスは何年もの間繁栄と衰退を繰り返してきた」と述べている。1977年にキム・トンプソンが編集者として入社し、会社の発展のために手腕を発揮し、共同経営者の一人になった
その後、会社はメリーランド州からコネチカット州スタンフォードに移転し、それからカリフォルニア州ロサンゼルスへと移転した。
1981年から92年までの間、ファンタグラフィックスはマニアックな視点をもつ漫画批評誌en:Amazing Heroesを刊行した。

### 漫画出版
1979年初頭、ファンタグラフィックスは ジェイ・ディスボロー(Jay Disbrow)のThe Flames of Gyroを皮切りに漫画の出版を始めた。
1982年に出版したヘルナンデス兄弟のラブ・アンド・ロケッツでファンタグラフィックスの知名度は向上し、en:Acme Novelty Library, Eightball, Hateなど批評家からも受け入れられ、賞を受賞した作品も出てきた
カトロンは経営者として活動しつつも1982年から85年までThe Comics Journalの宣伝や流通を手掛けてきたが、1985年にファンタグラフィックスを去った。

## 出版物

### 漫画作品
- Acme Novelty Library
- Artbabe
- The Adventures of Captain Jack
- Angry Youth Comics
- Big Mouth
- The Biologic Show
- Black Hole
- Castle Waiting
- Critters
- Crap
- Cud
- Dalgoda
- Doofus
- Duplex Planet Illustrate
- エイトボール Eightball
- The Eye of Mongombo
- Evil Eye
- Fission Chicken
- Frank
- Ganges
- Good Girls
- Grit Bath
- Hate
- Jim
- Jizz
- Journey
- en:La Perdida
- ラブ・アンド・ロケッツ Love and Rockets
- Meatcake
- Naughty Bits
- Neat Stuff
- The Nimrod
- Raisin Pie
- Real Stuff
- Schizo
- Shadowland
- Stinz
- The Stuff of Dreams
- Unsupervised Existence
- Uptight
- 兎用心棒 Usagi Yojimbo (7巻以降)
- Tales Designed to Thrizzle
- Weasel
- Whot Not!

### Ignatz Series
The Ignatz Seriesは、 Avant Verlag (ドイツ), Vertige (フランス), Oog & Blik (オランダ), Coconino Press (イタリア), Sinsentido (スペイン)との共同出版シリーズ。シリーズ名はクレイジー・カットの登場人物イグナッツ・マウスからとっている。
なお、ここではファンタグラフィックス出版分のみ記す。
この本は漫画雑誌の小雑誌とグラフィックのベルの中間であるようにデザインされている。
すべての作品は 2色刷りの32ページで、 中とじされており、 8 1/2” x 11"サイズのジャケットで価格は7.95ドル。
このシリーズの編集・プロデュースはイタリア人漫画家のIgortが行っており、ファンタグラフィックスの編集者 Kim Thompsonがしばしば翻訳をおこなっている。
- Babel （ダビッド・ベー作）
- Baobab （（ロレンツォ・マトッティ作）
- Calvario Hills（Marti作）
- Chimera（ロレンツォ・マトッティ作）
- Delphine（Richard Sala作）
- Ganges （Kevin Huizenga作）
- Grotesque（Sergio Ponchione作）
- Insomnia（Matt Broersma作）
- Interiorae（Gabriella Giandelli作）
- New Tales of Old Palomar （Gilbert Hernandez作）
- Niger（Leila Marzocchi作）
- Reflections（Marco Corona作）
- Sammy the Mouse（ザック・サリー（英語版）作）
- The End （Anders Nilsen作）
- Wish You Were Here（Gipi作）

### アンソロジー
- エニシング・ゴーズ 　Anything Goes!
- Snake Eyes
- Pictopia
- Graphic Story Monthly
- Hotwire Comix & Capers
- BLAB!
- MOME
- Blood Orange
- Zero Zero

### 雑誌
- en:Amazing Heroes -かつて存在したメインストリーム漫画を中心に扱う雑誌
- The Comics Journal —　漫画関連ニュース・批評専門誌
- Honk - 漫画関連ニュース・批評専門誌
- Nemo, the Classic Comics Library - かつて存在した古典漫画専門の雑誌

### グラフィックノベル
- King (en:Ho Che Anderson作）
- Pixy（マックス・アンダーソン作）
- ゴーストワールド Ghost World （ダニエル・クロウズ作）
- 鉄で造ったベルベットの手袋のように Like a Velvet Glove Cast in Iron （ダニエル・クロウズ作）
- Beasts （Jacob Covey作）[7]
- en:The Wipeout（en:Francesca Ghermandi作）
- Palomar（ギルバート・ヘルナンデス作）
- Locas （ハイメ・ヘルナンデス作）
- en:I Killed Adolf Hitler（Jason作）[8]
- 遠くへいきたい Anywhere But Here（とり・みき作）
- パレスチナ Palestine（ジョー・サッコ作）
- en:Safe Area Goražde （ジョー・サッコ作）
- Harum Scarum(ルイス・トロンダイム作）
- The Hoodoodad（ルイス・トロンダイム作）
- 世界一賢い子供、ジミー・コリガン Jimmy Corrigan, the Smartest Kid on Earth(クリス・ウェア作)

### コミックストリップ全集
- The Complete Crumb Comics
- Dennis the Menace
- Feiffer: The Collected Works
- クレイジー・カット Krazy Kat
- Little Orphan Annie
- The Complete Peanuts
- Pogo
- Poor Arnold's Almanac
- The Complete E. C. Segar Popeye
- Powerhouse Pepper
- Prince Valiant

## Eros Comix
Eros Comixは1990年にポルノ 漫画雑誌出版のために立ち上げられたブランド。 アニメのビデオや DVD、成人向け漫画、わいせつな絵や写真も取り扱っている。 The 2006年現在 Eros Comixのプリント・カタログは470種以上売っているが、そのほとんどが成人向け漫画である。
最近になって、作家兼アーティストのトム・サットンが"Dementia"の変名で参加した。

### 作品
- Adult Frankenstein -（エンリコ・テオドラーニ（イタリア語版）作）
- Aunts in your Pants - （エンリコ・テオドラーニ作）
- Birdland -（ Gilbert Hernandez作） ("voyeuristic foray into the lives of several strippers, bodybuilders, horny aliens and a sensuous psychiatrist")
- The Classic Pin-Up Art of Jack Cole
- Confidential TV -（Eric Stanton作）
- Elizabeth Bathory - （Raulo Cáceres作）
- Ironwood -（ビル・ウィリンガム（英語版）作）
- Justine & Juliette  - （Raulo Cáceres作）
- Lann - （Frank Thorne 作）
- Morbid Tales -（Raulo Cáceres作）
- オマハ・ザ・キャット・ダンサーOmaha the Cat Dancer - （Kate Worley 作/ Reed Waller 画)
- Ramba - （Rossi, DeliziaとLaurenti作。セクシーなイタリア人の殺し屋を主人公に据えている。）
- Sexhibition -（すえひろがり作)
- The sexual misadventures of Kung fu girl （Kono Yaro作）
- Shugga -（en:Bob Fingerman 作）
- スラッと女 - （1999年、日本人イラストレーターISUTOSHIが出版）
- SLIME The Sex-Life of J. Edgar Hoover（Eric Reynolds画 & writer Robert Peters作）
- Submit!（Silvano & Enrico Teodorani）
- Tales from the Clit -  （エンリコ・テオドラーニ作）
- ティファナ・バイブル Tijuana Bibles
- Untamed Love （フランク・フラゼッタ）
- Vladrushka and Rosa & Annalisa ( JLRoberson)
- Wendy Whitebread - （ドン・シンプソン作）
- Wheela（Enrico Teodorani, Joe Vigil、Tim Tyler作）
- White Lightning comics

### MangErotica Titles
- Alice in Sexland (2001)
- 初犬 完全版 (英語：A Strange Kind of Woman) (2011)
- ボンデージフェアリーズ　Bondage Fairies (1996)
- Co-Ed Sexxtasy (2000)
- COUNT DOWN Countdown: Sex Bombs (1995)
- Take On Me Domin-8 Me! (2007)
- The God of Sex2 (1997)
- ホットジャンクション Hot Tails (1996)
- Love Selection (2010)
- Lust (1997)
- ミルクママ Milk Mama (2007)
- Misty Girl Misty Girl Extreme (1997)
- ピンクスナイパー Pink Sniper (2006)
- S&M University (2001)
- インセクト・ハンター Secret Plot (1997)
- Sexcapades (1996)
- Sexhibition (1995)
- The Sex-Philes (1999)
- Sex Warrior Isane Extreme (2003)
- Silky Whip (大暮維人作、「エンジンルーム 血冷式内燃機関室」と「5〜ファイブ〜」収録) (1998)
- スラッと女 Slut Girl (2000)
- パンキーナイト Spunky Knight (1996)
- Superfist Ayumi (1996)
- SUPERファミリーコンプレックス Super Taboo (1996)
- Temptation (1994)
- Voice of Submission (1998)
- 変身！となりの公魅子さん　Were-Slut (2001)
- Wingding Orgy: Hot Tails Extreme (1997)